# Вязовка (приток Чусовой)
Вязовка — небольшая река в Свердловской области России, правый приток Чусовой. Река протекает через город Дегтярск. Длина реки — 19 километров. Площадь бассейна — 84,3 км².
Вязовка огибает Дегтярск с юга. В 1953 году река была запружена земляной плотиной, так был создан Известковый пруд. В 1960 году на реке была сооружена ещё одна плотина длиной 250 м, эта плотина образовала Дегтярский пруд длиной 2,5 км, шириной 250 м. Этот пруд находится на юго-западной части города. Максимальная глубина пруда достигает 8 метров. Пруд зарыблен, в нём водятся карп, щука, окунь, ёрш, лещ, пескарь, гольян и чебак. Также речной рак.